# Lenguaje de signos camboyano
El lenguaje de signos camboyano ( CBSL) por sus siglas en inglés, es un lenguaje de signos para sordos de Camboya .

## Historia
El idioma se usó por primera vez con la creación de la escuela camboyana para sordos en la capital (Phnom Penh) en 1997. Aunque el idioma de la educación es el lenguaje de señas americano, modificado para seguir el orden de las palabras en jemer, la comunidad sorda de Phnom Penh ha desarrollado su idioma con el apoyo del Programa de Desarrollo de Sordos de Maryknoll .

## Clasificación
La lengua de signos camboyana comparte alrededor del 40% del vocabulario básico con el lenguaje de señas tailandés moderno.

## Publicaciones relevantes
- Harrelson, Erin Moriarty. "Personas sordas sin "lenguaje": movilidad y acumulación flexible en las prácticas lingüísticas de las personas sordas en Camboya".  Applied Linguistics Review 10, no. 1 (2019): 55-72.
- Woodward, James, Anastasia Bradford, Chea Sokchea y Heang Samath. "Lenguaje de señas camboyano". En Sign Languages of the World, págs. 159-176. De Gruyter Mouton, 2015.

- Datos: Q50934287